# PIP5KL1
PIP5KL1 (англ. Phosphatidylinositol-4-phosphate 5-kinase like 1) – білок, який кодується однойменним геном, розташованим у людей на 9-й хромосомі. Довжина поліпептидного ланцюга білка становить 394 амінокислот, а молекулярна маса — 44 572.
| 10         |  | 20         |  | 30         |  | 40         |  | 50         |
| ---------- |  | ---------- |  | ---------- |  | ---------- |  | ---------- |
| MAAPSPGPRE |  | VLAPSPEAGC |  | RAVTSSRRGL |  | LWRLRDKQSR |  | LGLFEISPGH |
| ELHGMTCMMQ |  | AGLWAATQVS |  | MDHPPTGPPS |  | RDDFSEVLTQ |  | VHEGFELGTL |
| AGPAFAWLRR |  | SLGLAEEDYQ |  | AALGPGGPYL |  | QFLSTSKSKA |  | SFFLSHDQRF |
| FLKTQGRREV |  | QALLAHLPRY |  | VQHLQRHPHS |  | LLARLLGVHS |  | LRVDRGKKTY |
| FIVMQSVFYP |  | AGRISERYDI |  | KGCEVSRWVD |  | PAPEGSPLVL |  | VLKDLNFQGK |
| TINLGPQRSW |  | FLRQMELDTT |  | FLRELNVLDY |  | SLLIAFQRLH |  | EDERGPGSSL |
| IFRTARSVQG |  | AQSPEESRAQ |  | NRRLLPDAPN |  | ALHILDGPEQ |  | RYFLGVVDLA |
| TVYGLRKRLE |  | HLWKTLRYPG |  | RTFSTVSPAR |  | YARRLCQWVE |  | AHTE       |

A: Аланін

C: Цистеїн

D: Аспарагінова кислота

E: Глутамінова кислота

F: Фенілаланін

G: Гліцин

H: Гістидин

I: Ізолейцин

K: Лізин

L: Лейцин

M: Метіонін

N: Аспарагін

P: Пролін

Q: Глутамін

R: Аргінін

S: Серин

T: Треонін

V: Валін

W: Триптофан

Кодований геном білок за функціями належить до трансфераз, кіназ. 
Задіяний у такому біологічному процесі, як альтернативний сплайсинг. 
Білок має сайт для зв'язування з АТФ, нуклеотидами. 
Локалізований у цитоплазмі, мембрані.